# O Fato Completo ou À Procura de Alberto
O Fato Completo ou À Procura de Alberto é um filme português realizado em 2001 por Inês de Medeiros. A estreia em Portugal foi a 12 de Abril de 2002.

## Elenco
- Isabel de Castro - Alice
- Milton Fernandes
- Vilson Sousa - Alberto
- Sabri Lucas - Alberto
- Edson Silvon - Alberto
- António Eugénio - Alberto
- Rui Miguel Monteiro - Alberto
- Waldir Silva - Alberto
- Cláudio Ribeiro - Alberto
- Célio Ribeiro - Alberto
- Guilherme Neves - Alberto
- Mário Mangueira - Alberto
- Nuno Emanuel - Alberto